# Industria chimica

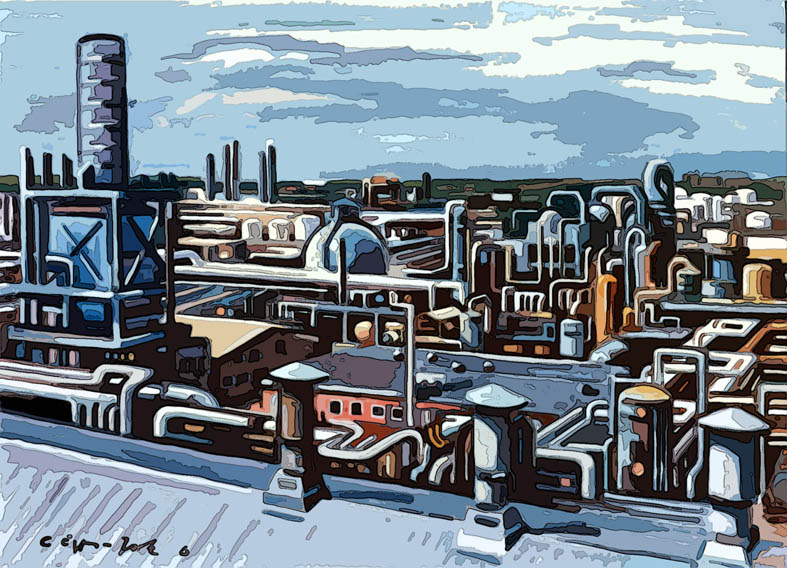
Rappresentazione di un impianto della Dow Chemical, in Germania

L'industria chimica è il settore industriale che si basa sulla trasformazione di materie prime (tra cui petrolio, gas naturale, aria, acqua, metalli e minerali) per l'ottenimento di prodotti aventi proprietà-chimico fisiche differenti rispetto alle materie prime di partenza (tra cui: cosmetici, farmaci, vernici, materiali sintetici, carburanti, additivi, coloranti alimentari, ecc.).

## Storia dell'industria chimica

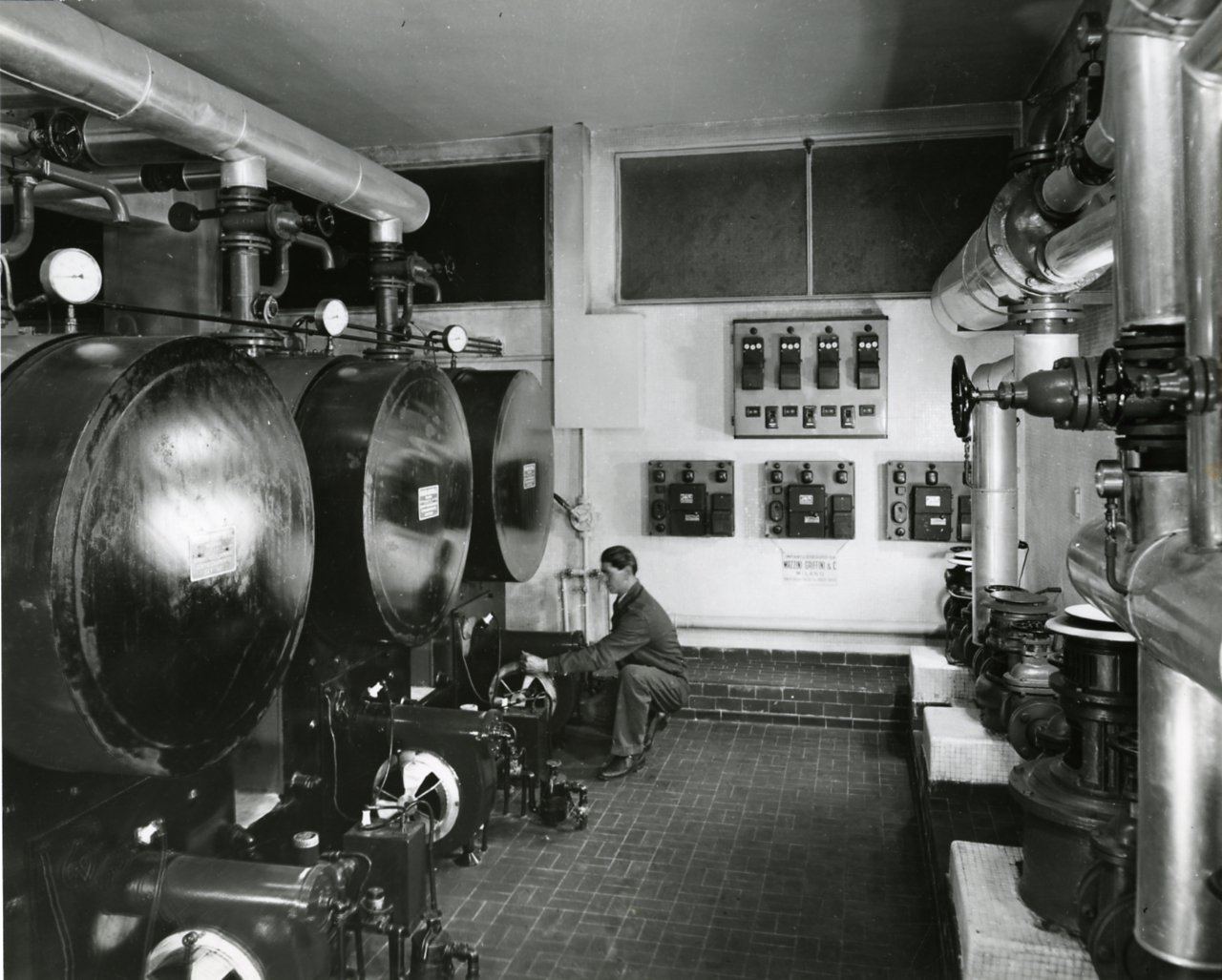
Industria chimica di Milano nel 1970, foto di Paolo Monti

L'industria chimica è nata a partire dal XIX secolo a seguito della rivoluzione industriale e si è evoluta grazie allo sviluppo delle scienze chimiche e dell'economia.

## Settori dell'industria chimica
In genere la chimica industriale è divisa in chimica primaria ed in chimica secondaria, a seconda del grado di trasformazione della materia prima.

### Chimica primaria
È il settore industriale di base che si occupa della produzione, a partire da materie prime come petrolio e gas naturale, di composti chimici relativamente semplici (come ad esempio benzene, fenolo e propilene) usati successivamente dalla chimica secondaria come punto di partenza per ulteriori trasformazioni.
La chimica primaria è strettamente legata all'industria dell'estrazione mineraria (zolfo, pirite, fluorite) e all'industria del petrolio, anche se normalmente la petrolchimica, per la sua complessità e specificità, viene considerata un settore a parte.
Caratteristica dell'industria chimica primaria è quella di operare su grande scala (grandi quantità di materiali e grandi dimensioni degli impianti).

### Chimica secondaria
La chimica secondaria trasforma i prodotti della chimica primaria in prodotti di uso pratico e dalla petrolchimica per produrre molecole più complesse (come coloranti e fitofarmaci).
L'economia di scala di questo comparto, con il suo superiore valore aggiunto, e la maggior sofisticazione degli impianti, rende più limitate - nelle dimensioni e nelle quantità prodotte - le relative aziende.
A sua volta la chimica secondaria può essere divisa in chimica fine e chimica delle specialità.

#### Chimica fine
La chimica fine è la produzione di intermedi, materie prime, principi attivi, additivi, ausiliari, coadiuvanti tecnologici, enzimi e catalizzatori per diverse industrie manifatturiere, parachimica e chimica di trasformazione (chimica specialistica: tensioattivi, vernici, dolcificanti, additivi alimentari, adesivi, farmaci, cosmetici).
Federchimica annovera fra le sue 16 associazioni di settore una nominata AISPEC per la Chimica fine e specialistica, dove le aziende di chimica fine sono differenziate da quelle della specialistica in 9 gruppi diversi.

### Parachimica
Il settore industriale a valle della chimica secondaria e primaria - i cui prodotti sono destinati ad un uso diretto o a semplici miscelazioni formulazioni e additivazioni - viene definito in genere parachimica.
Esempi tipici di prodotti parachimici sono: colle, vernici, inchiostri e prodotti cosmetici.

## Prodotti dell'industria chimica
I principali prodotti, suddivisi in base alla loro natura chimica e alle loro applicazioni, sono:
- composti inorganici
- composti ottenuti da processi petrolchimici
- materie plastiche e tecnofibre
- prodotti farmaceutici
- coloranti e vernici
- saponi, detergenti e cosmetici
- agrofarmaci e fertilizzanti
- esplosivi
- adesivi e sigillanti
- gomma
- carta
- vetro.

## Compagnie del XXI secolo
Nella tabella sottostante sono raccolte le compagnie operanti nell'industria chimica che nel 2005 hanno prodotto un fatturato di almeno 10 miliardi di dollari. Per alcune di esse il fatturato deriva solo in parte dalla produzione di "chemicals".
| Compagnia, sede                                            | Vendite nel 2005 in miliardi di USD | Posizione | Paese                                           |
| ---------------------------------------------------------- | ----------------------------------- | --------- | ----------------------------------------------- |
| BASF, AG, Ludwigshafen, Germania                           | 53,2                                | 1         | Germania (bandiera)                             |
| Dow Chemical, Midland, Michigan                            | 46,3                                | 2         | Stati Uniti (bandiera)                          |
| Shell Chemicals, Paesi Bassi / UK                          | 35                                  | 3         | Paesi Bassi (bandiera) · Regno Unito (bandiera) |
| Bayer, AG, Leverkusen, Germania                            | 34,1                                | 4         | Germania (bandiera)                             |
| Ineos, Lyndhurst, UK                                       | 33                                  | 5         | Regno Unito (bandiera)                          |
| ExxonMobil, Irving, Texas                                  | 31,2                                | 6         | Stati Uniti (bandiera)                          |
| DuPont, Wilmington, Delaware                               | 28,5                                | 7         | Stati Uniti (bandiera)                          |
| Mitsubishi Chemical, Tokyo, Giappone                       | 21,9                                | 8         | Giappone (bandiera)                             |
| Lyondell Chemical, Houston, Texas                          | 18,6                                | 9         | Stati Uniti (bandiera)                          |
| Saudi Basic Industries Corporation, Riyadh, Arabia Saudita | 18,4                                | 10        | Arabia Saudita (bandiera)                       |
| AkzoNobel, Arnhem, Paesi Bassi                             | 16,2                                | 11        | Paesi Bassi (bandiera)                          |
| Evonik Degussa, AG, Düsseldorf, Germania                   | 14,6                                | 12        | Germania (bandiera)                             |
| Sumitomo Chemical, Tokyo, Giappone                         | 14,1                                | 13        | Giappone (bandiera)                             |
| Asahi Kasei, Tokyo, Giappone                               | 13,6                                | 14        | Giappone (bandiera)                             |
| Mitsui Chemicals, Tokyo, Giappone                          | 13,4                                | 15        | Giappone (bandiera)                             |
| Air Liquide, Paris, France                                 | 13,0                                | 16        | Francia (bandiera)                              |
| Toray Industries, Tokyo, Giappone                          | 13,0                                | 17        | Giappone (bandiera)                             |
| Huntsman Corp., Salt Lake City, Utah                       | 13,0                                | 18        | Stati Uniti (bandiera)                          |
| Chevron Phillips, The Woodlands, Texas                     | 10,7                                | 19        | Stati Uniti (bandiera)                          |
| Solvay SA, Brussels, Belgio                                | 10,7                                | 20        | Belgio (bandiera)                               |
| Imperial Chemical Industries(ICI), Londra, UK              | 10,6                                | 21        | Regno Unito (bandiera)                          |
| Shin-Etsu Chemical Co., Ltd., Tokyo, Giappone              | 10,2                                | 22        | Giappone (bandiera)                             |
| DSM NV, Heerlen, Paesi Bassi                               | 10,2                                | 23        | Paesi Bassi (bandiera)                          |